# Ixiolita-(Fe²⁺)
La ixiolita-(Fe²⁺) és un mineral de la classe dels òxids que pertany al grup de la ixiolita.

## Característiques
La ixiolita-(Fe²⁺) és un òxid de fórmula química (Ta0.67Fe²⁺0.33)O₂. Cristal·litza en el sistema ortoròmbic. Va ser aprovada com a espècie vàlida per l'Associació Mineralògica Internacional l'any 2022, i encara resta pendent de publicació. L'any 2022 l'antiga ixiolita va ser redefinid a donant com a resultat dues espècies minerals diferents: la ixiolita-(Mn²⁺) i la ixiolita-(Fe²⁺). Aquestes dues espècies formen una sèrie de solució sòlida, en la que els termes extrems serien (TaMn)O₂ i (TaFe)O₂.

## Formació i jaciments
Es considera que la localitat tipus per aquesta espècie és Skogsböle, a l'illa de Kimitoön (Finlàndia Pròpia, Finlàndia), la mateixa que per la ixiolita-(Mn²⁺). Aquest indret és l'únic a tot el planeta on ha estat descrita aquesta espècie mineral.